# Підприємець року
«Підприємець року» — конкурс, міжнародна програма, що проводиться компанією «Ернст енд Янг».
Вперше конкурс «Підприємець року» було проведено компанією «Ернст енд Янг» в 1986 році в США. Сьогодні ця програма охоплює 50 країн. 
У конкурсі беруть участь представники середнього і великого бізнесу, а переможців у кожній з країн-учасниць визначає національне журі, що складається з незалежних експертів — відомих представників ділових кіл. Традиційно щорічно в Монте-Карло (Монако) проводиться міжнародний фінал конкурсу, на якому визначається підприємець, гідний титулу «Підприємець світу» (Ernst & Young World Entrepreneur of the Year ®). 

## Підприємець року в Україні
У 2006 році Україна стала офіційною країною-учасницею цієї міжнародної програми. 
Нагородження переможців національного етапу конкурсу «Підприємець року 2010» відбулося 5 лютого 2011 в Києві. Переможцем в Україні став Сергій Григорович, «GSC Game World», який також переміг у номінації «Новаторські ідеї бізнесу». У червні 2011 року він представить Україну на міжнародному фіналі конкурсу в Монте-Карло (Монако).

## Виноски
1. ↑  Архівована копія. Архів оригіналу за 19 травня 2012. Процитовано 13 лютого 2011.{{cite web}}:  Обслуговування CS1: Сторінки з текстом «archived copy» як значення параметру title (посилання)